# Клевета (фильм, 1957)
«Клевета» (англ. Slander) — нуаровая драма режиссёра Роя Роуленда, вышедший на экраны в 1957 году.
Фильм рассказывает о владельце бульварного таблоида Х. Р. Мэнли (Стив Кокран), который ради увеличения прибыли пытается с помощью шантажа принудить актёра и кукловода Скотта Мартина (Вэн Джонсон) к тому, чтобы тот передал ему компрометирующую информацию на свою подругу детства, а ныне знаменитую кинозвезду.
История, положенная в основу фильма, отчасти навеяна деятельностью журнала Confidential, который издавался в США в 1952-78 годах.
Как отмечает киновед Роджер Фристоу, «название фильма не вполне точное, так как слово „клевета“ означает намерено ложное утверждение, в то время, как разрушительные истории о героях фильма, по всей видимости, правдивы».

## Сюжет
Владелец и издатель скандального журнала «Истинная правда» Х. Р. Мэнли (Стив Кокран) живёт в фешенебельных апартаментах на Манхэттене. Два года назад он начал издавать свой журнал, быстро разбогатев на публикации статей о грязных подробностях из жизни знаменитостей. Не имея собственной семьи, он нежно заботится о своей пожилой матери (Марджори Рэмбю), которая живёт вместе с ним, но при этом не одобряет деятельность сына и стыдится его скандальной репутации. В редакции журнала Мэнли встречается со своим заместителем Гомером Кроули (Филипп Кулидж), отвечающим за финансовые и юридические вопросы, который сообщает, что несмотря на то, что их журнал по-прежнему имеет миллионные тиражи, тем не менее, в последние несколько месяцев уровень продаж несколько снизился. На планёрке с ведущими журналистами «Истинной правды» Мэнли требует от них в ближайшее время приложить все усилия и добыть по-настоящему скандальные новости из жизни звёзд, чтобы подстегнуть тиражи, в противном случае угрожая им увольнением. Прямо на заседание врывается Гарри Уолш (Роберт Бёртон), владелец типографии, в которой печатается журнал, требуя от Мэнли объяснений, почему тот неожиданно разорвал с ним контракт. Гарри напоминает, что два года назад он поверил в идею Мэнли, который в то время вообще не имел денег, и профинансировал первый номер журнала за свой счёт. Однако Мэнли категорически заявляет, что не будет продлевать контракт просто потому, что Гарри ему не нравится. После ухода разгневанного владельца типографии Гомер предлагает Мэнли извиниться перед Гарри, так как они по-прежнему должны ему 100 тысяч долларов. По мнению Гомера, они должны потянуть время, чтобы накопить средства на оплату долга, после чего могут выходить из контракта с Гарри. Однако Мэнли принимает иное решение. Он снова собирает планёрку, требуя от журналистов немедленно найти грязный материал на ведущую кинозвезду Мэри Сойер, который должен быть опубликован в следующем номере, что позволит взвинтить тиражи и получить средства, которые позволят расплатиться с долгами. Один из журналистов вспоминает, что такую информацию можно получить от друга её детства Скотта Этана Мартина (Вэн Джонсон), который работает кукловодом на детских утренниках. Тем временем Скотт благодаря усилиям своего агента Сета Джексона (Харольд Джей Стоун) успешно проходит прослушивание и получает работу в детской программе на телевидении. Вечером за ужином недовольная миссис Мэнли сообщает сыну, что из-за его репутации её в очередной раз унизили при обслуживании в престижном ресторане. В ответ на это Мэнли поручает редакции написать статью, которая опорочит владельца ресторана. Позднее тем же вечером популярный прогрессивный редактор газеты Evening Globe Фрэнк Гроувер отказывается выступать в телевизионном шоу «Что вы читаете», когда в качестве его оппонента на телевидение впервые приглашается Мэнли. Руководство телеканала вынуждено отменить приглашение Мэнли, после чего Гроувер обрушивается в прямом эфире на Мэнли, который, по его словам, «порочит» издательский мир и профессию журналиста. Посмотрев эту программу, миссис Мэнли заявляет сыну, что ей настолько стыдно, что она больше не будет выходить из дома. В ответ Мэнли заявляет, что говорит стране «правду», а затем намекает на то, что мать шикарно живёт и пьёт дорогой импортный виски за счёт тех денег, которые он зарабатывает в журнале, и могла бы проявить к нему больше благодарности за свой комфортный образ жизни.
После пяти дней в эфире шоу Скотта добивается грандиозного успеха, на его демонстрацию приходят заявки от телеканалов со всей страны, что позволяет ему и его жене Конни (Энн Блит) надеяться, что они, наконец, смогут купить приличный дом и обеспечить лучшую жизнь своему сыну Джои (Ричард Эйер). Вскоре Мэнли приглашает Конни в свой офис, где показывает ей гранки статьи о её муже, который в подростковом возрасте отбывал тюремный срок за вооружённое ограбление. Конни говорит, что муж при знакомстве рассказал ей, что провёл четыре года в тюрьме за это преступление, которое совершил в 19-летнем возрасте, чтобы купить лекарства своей больной матери. Однако Мэнли отвергает все попытки Конни уговорить его отказаться от публикации этой статьи, которая разрушит только начинающуюся карьеру Скотта и все планы их семьи на лучшую жизнь, заявляя, что всё, что он пишет — это «правда». Тем не менее, он говорит Конни, что готов отказаться от публикации этой статьи в случае, если Скотт пойдёт с ним на сотрудничество. Тем временем Сет приходит к Скотту домой, сообщая, что руководитель телеканала Чарльз Оррин Стерлинг (Льюис Мартин), довольный результатами первых эфиров, решил предложить ему постоянный контракт. Однако расстроенная Конни показывает мужу гранки статьи «Истинной правды», говоря, что Мэнли не будет её публиковать, если до воскресенья Скотт расскажет ему о грязных эпизодах из ранних лет жизни Мэри Сойер. Когда Скотт категорически отказывается вредить Сойер ради собственной карьеры, Сет предупреждает его, что если всплывёт этот эпизод, то контракт с телевидением подписан не будет, и Скотт потеряет свой шанс достичь широкого признания и материального благополучия. Оставшись наедине, Конни спрашивает у Скотта, что такое он знает о Сойер, о чём он не хочет рассказывать журналу, на что артист отвечает, что не будет говорить ей ничего конкретного, чтобы эта информация случайно не всплыла и не дошла до Мэнли. Тогда Конни требует от мужа сделать выбор между Сойер и своей семьёй. Скотт отвечает, что Мэнли, не напечатав ещё ни слова, уже разрушил его семью. На следующий день Сет предпринимает попытку переубедить Мэнли, появляясь в его офисе вместе с Джои, однако издатель жёстко стоит на своём, уверенный в том, что Скотт дрогнет и согласится на его условия.
В воскресенье Гомер предупреждает Мэнли о том, что поднять тиражи и соответственно покрыть долг им поможет только статья о Сойер, а не о Скотте, которого публика пока знает мало. Вскоре в офисе Мэнли появляется Скотт, который категорически отказывается раскрывать какие-либо тайны из жизни Сойер, обвиняя издателя в том, что он уже разрушил то, что для него самое важное — отношения с женой и сыном, которые уехали от него к матери. Когда Мэнли пытается угрожать Скотту, тот даёт редактору пощёчину и уходит. Когда Сет сообщает Стерлингу о сложившейся ситуации, тот предупреждает, что разочарование детей будет «плохо для бизнеса». Скотт приезжает к матери, где честно рассказывает Джои о криминальном эпизоде из своего прошлого. Скотт предупреждает мальчика, что, возможно, в школе дети могут начать смеяться над ним после выхода статьи, на что Джои отвечает отцу, что считает его «самым великим папой». После публикации статьи тысячи родителей требуют прекратить демонстрацию шоу Скотта, что угрожает падением рейтингов и разрывом спонсорских контрактов, и в итоге Стерлинг вопреки желанию вынужден снять его с эфира. Тем временем Конни, понимая, что после выхода статьи ей нечего бояться, винит себя в том, что отвернулась от мужа в трудный момент. Она едет в школу, чтобы забрать Джои и вернуться к Скотту. После окончания уроков, группа детей в школе дразнит Джои, называя его папу «птичкой в тюремной клетке». Растревоженный мальчик убегает от обидчиков, выскакивая на дорогу, где его сбивает проезжающее мимо такси.
Узнав о смерти сына, Скотт прибегает к матери, где пытается утешить убитую горем жену. Вскоре появляется Сет, который говорит Скотту, что ведущий программы «Что вы читаете» Фрэнк Фредерик, пригласил Скотта рассказать свою историю этим вечером в эфире с тем, чтобы зрители могли до конца разобраться в сложившейся ситуации. Поначалу Скотт не может заставить себя действовать, но затем, посмотрев на фото Джои, решает, что должен сделать всё, чтобы прекратить выпуск журнала, ставшего причиной смерти сына. Позднее вечером миссис Мэнли приходит к Конни, чтобы лично для себя выяснить, существует ли связь между действиями её сына и смертью Джои, на что Конни прямо обвиняет Мэнли в том, что он является виновником этой трагедии. Тем временем в эфире программы «Что вы читаете» Скотт рассказывает зрителям о том, как много значил Джои для него и для жены, далее заявляя, что каждый, кто купил «Истинную правду», внёс вклад в смерть их сына, даже если и не подозревает об этом. Под конец он желает телезрителям, чтобы никто из их любимых не стал жертвой «читательского яда» этого издания. Миссис Мэнли с сыном смотрят страстное выступление Скотта по телевидению, после которого Мэнли звонит Гомеру по телефону, возбуждённо объясняя, что эта программа послужит отличной рекламой для очередного номера их журнала. Это обеспечит им уровень продаж, который позволит расплатиться с долгами и сохранить журнал. Возмущённая радостью своего сына, миссис Мэнли достаёт из рабочего стола пистолет и убивает его. Когда позднее вечером Скотт и Конни идут по улице домой, Сет говорит им, что публика после его выступления больше не будет покупать «Истинную правду», на что Скотт пожимает плечами и отвечает «может быть».

## В ролях
- Вэн Джонсон — Скотт Итон Мартин
- Энн Блит — Конни Мартин
- Стив Кокран — Х. Р. Мэнли
- Марджори Рэмбю — миссис Мэнли
- Ричард Эйер — Джои Мартин
- Харольд Джей Стоун — Сет Джексон
- Филип Кулидж — Гомер Кроули
- Ларин Таттл — миссис Дойл
- Льюис Мартин — Чарльз Оррин Стерлинг

## Создатели фильма и исполнители главных ролей
Как отметил историк кино Роджер Фристоу, режиссёр фильма Рой Роулэнд поставил помимо этой картины такие нуаровые фильмы, как «Место преступления» (1949), «Полицейский-мошенник» и «Свидетель убийства» (оба — в 1954 году). Актёр Вэн Джонсон в 1940-е годы был женским кумиром благодаря ролям как в музыкальных комедиях, таких как «Роман Рози Ридж» (1947), «Состояние единства» (1948), «Старым добрым летом» (1949) и «Бригадун» (1954), так и в военных фильмах «Тридцать секунд над Токио» (1944), «Командное решение» (1948), «Поле битвы» (1949) и «Бунт на «Кейне»» (1954). Свою единственную роль в фильме нуар, помимо этой картины, Джонсон сыграл в фильме «Свидетель убийства» (1954), который также поставил Рой Роулэнд. Актёр Стив Кокран был одним из признанных звёзд жанра нуар, сыграв в таких фильмах, как «Погоня» (1946), «Проклятые не плачут» (1950), «Шоссе 301» (1950), «Штормовое предупреждение» (1951), «Завтра будет новый день» (1951) и «Личный ад 36» (1954).
В начале своей карьеры Энн Блит сыграла роли второго плана в таких фильмах нуар, как «Милдред Пирс» (1945), «Грубая сила» (1947) и «Убийца Маккой» (1947, его поставил Роулэнд), «Женская месть» (1948) и «Гром на холме» (1951). В 1950-е годы Блит перешла на студию Metro-Goldwyn-Mayer, где, по словам Фристоу, сыграла в семи фильмах, последним из которых стала «Клевета». Эта картина «была уникальна для её работы на этой студии, так как остальными её фильмами были мюзиклы в системе Technicolor, такие как „Кисмет“ (1955) и приключенческие фильмы, такие как „Все братья были храбрецами“ (1953)». В 1957 году помимо этой картины Блит снялась в двух биографических драмах — «История Бастера Китона» и «История Хелен Морган», «после чего ушла из кино, хотя продолжала работать на телевидении и в театре».

## История создания фильма
Как отмечено на сайте Американского института киноискусства, «1950-е годы увидели рождение нового таблоидного формата, воплощённого в таких скандальных листках, как Confidential, которые стали писать истории о частной жизни голливудских кинозвёзд».
По словам Фристоу, «фильм был сделан в период расцвета журнала Confidential и других ранних образцов таблоидной журналистики», а его «история в какой-то степени вдохновлена разоблачениями журнала об участии киноактёра Рори Калхоуна в вооружённом ограблении». Как указывает Фристоу, «Confidential был известен тем, что обменивал один звёздный скандал на другой, в частности, опубликовал историю Калхоуна в обмен на отказ от публикации материалов о гомосексуализме Рока Хадсона, когда тот находился на пике популярности». Критик пишет, что «при своём запуске Confidential провозгласил лозунг „Сорвать все завесы!“. Однако когда некоторые знаменитости стали отвечать судебными исками, а мейнстримовская пресса также стала публиковать сплетни на регулярной основе, журнал Confidential постепенно растерял свою силу».
Фристоу далее указывает, что у Вэна Джонсона были собственные реальные проблемы с таблоидной журналистикой. Так, «за несколько лет до выхода этого фильма, Confidential опубликовал историю, поставившую под вопрос его сексуальную ориентацию, сообщив, что звезда признался в своих гомосексуальных наклонностях, когда его вызвали на призывной пункт в армию в 1941 году. Позднее Джонсон утверждал, что избавил себя от этой „аномалии“».
Фильм основан на телепьесе Гарри У. Джанкина «Публичная фигура», которая была показана в 1956 году на телеканале CBS-TV как эпизод драматического телесериала «Первая студия». Главные роли в телепостановке исполнили Джеймс Дэйли и Мерседес Маккембридж.
Рабочими названиями фильма были «Публичная фигура» и «Картина зла».
В журнале «Голливуд репортер» от 20 февраля 1956 года отмечалось, что продюсер Арманд Дойч, купивший телепьесу у Джанкина, продал её MGM при условии, что он будет взят в качестве продюсера киноверсии.
«Голливуд репортер» в номере от 31 июля 1956 года писал, что студия MGM изменила название картины на «Конфиденциальная клевета» после конфликта с Сэмом Баером, который для своего фильма уже зарегистрировал название «Клевета». Однако конфликт был, по всей видимости, разрешён, и в январе 1957 года этот фильм вышел под названием «Клевета».
Хотя в газете Motion Picture Herald от 22 декабря 1956 года утверждалось, что журнал и его издатель, изображённые в фильме, основаны на реальном журнале и реальном издателе, тем не менее, по информации Американского института кино, «никакой информации, подтверждающей их личности, найти не удалось».
Как пишет Фристоу, в фильме иронический девиз «Реальной правды» звучит так: «Вы узнаете правду, и правда сделает вас свободным». Однако персонаж Кокрана выражает своё кредо более прямо: «Вы знаете, что если я копну достаточно глубоко, неважно в отношении кого, я найду что-нибудь с гнильцой… В прошлом каждого есть что-то грязное».

## Оценка фильма критикой

### Общая оценка фильма
После выхода фильма на экраны кинокритик Босли Краузер в «Нью-Йорк Таймс» оценил его невысоко, назвав «примитивной демонстрацией душевных страданий и личной потери, вызванных низкой и грязной тактикой некоторых так называемых „клеветнических“ журналов», который «откроет глаза главным образом тем, кто не обладает естественной способностью видеть». По словам критика, эта «простая и безыскусная малая чёрно-белая картина показывает, как издатель журнала пытается заполучить немного „грязи“ на знаменитую актрису, шантажируя одного из друзей её детства, что вызывает у последнего неимоверные душевные муки, практически разрушает его достойную карьеру и приводит к случайной смерти его маленького сына». Краузер пишет, что фильм проводит мысль о том, что «раздувание скандалов угрожает свободному предпринимательству, родительской любви и американскому дому. Может быть, так оно и есть, однако фильм делает это настолько сентиментально, что вызванные этими скандалами муки кажутся намного менее тяжёлыми, чем они есть на самом деле». Кроме того, как замечает критик, «сценарий Джерома Вейдмана возлагает практически всю вину за клеветнические журналы на их издателей, не давая оценки состоянию общественного вкуса. Тот факт, что уважаемые обитатели нескольких миллионов американских домов фактически содержат эти журналы, здесь не рассматривается».
Современный критик Роджер Фристоу характеризует эту картину как «чёрно-белую „социальную драму“ с налётом фильма нуар». Операторская работа Гарольда Дж. Марцорати, по мнению Фристоу, «своим глянцевым обликом более характерна для стиля студии MGM, чем для фильмов нуар», и «несмотря на циничность некоторых персонажей, фильм не передаёт в полной мере характерную для жанра атмосферу». Хэл Эриксон, в свою очередь, считает, что этот фильм, хотя и «искренен по своим мотивам, тем не менее, столь же дешёв и безвкусен, как и те журналы, на которые он набрасывается». Кроме того, критик замечает, что «те, кто думает, что таблоидная журналистика является умопомрачением 1980-х годов, должен посмотреть эту картину 1957 года».

### Оценка актёрской игры
Краузер отмечает игру Стива Кокрана, который в роли издателя выдаёт «прекрасный поток угодливости и глумливости», а также «Вэна Джонсона в роли жертвы и Энн Блит в роли его милой и верной жены». Фристоу пишет, что Кокран, который часто играл отрицательные роли, на этот раз подаёт своего персонажа «в более учтивой манере, чем обычно». Критик также обращает внимание на «сильную игру Марджори Рэмбю».